# Pavel Soloviev
Pavel Aleksandrovich Soloviev (em russo:  Па́вел Алекса́ндрович Соловьёв) (26 de junho de 1917 – 13 de outubro de 1996) foi um engenheiro russo nascido em Alekino, Distrito de Kineshemsky do Oblast de Ivanovo na união soviética e atual Russia. Ele se especializou no projeto de motores aeronáuticos.
Após a evacuação do Instituto de Aviação de Rybinsk em 1940, foi trabalhar em Perm, onde em 1953 foi colocado como líder de seu próprio escritório de projetos - OKB-19 (agora parte da Aviadvigatel).
Suas muitas condecorações e conquistas incluem o Prêmio Lenin (1978), o Prêmio Estatal da URSS (1968), o título "Herói do trabalho socialista" (1966), quatro Ordem de Lenin, a Ordem da Revolução de Outubro, a Ordem do Estandarte Vermelho, a Ordem da Estrela Vermelha e a Medalha "Por Valor no Trabalho". Ele foi deputado no Soviete Supremo da União Soviética três vezes. Uma rua em Perm recebeu seu nome e um monumento em sua honra foi construído em Rybinsk.